# 零度社团
是2023年上映的多国合拍剧情驚悚片，由潔西卡·賀斯樂担任导演、监制，并与杰拉尔丁·巴贾共同编剧，主演包括蜜雅·娃絲柯思卡、马修·德米、艾尔莎·泽贝斯坦、埃米尔·艾尔-马斯里和西瑟·巴比特·科努德森。电影入选第76屆坎城影展主竞赛单元，争夺金棕榈奖，2023年5月22日在电影节全球首映。

## 梗概
诺瓦克老师在一所私立高中担任营养老师，平日里为一群想要改变饮食习惯的学生开设小班课程，并组建了神秘的组织“零度社团”。在这个组织里，诺瓦克老师与学生产生了不健康的精神螺旋。

## 演员
- 蜜雅·娃絲柯思卡 饰 诺瓦克老师（Miss Novak）
- 西瑟·巴比特·科努德森（英语：Sidse Babett Knudsen） 饰 多塞特老师（Miss Dorset）
- 克谢尼娅·杜弗里恩（Ksenia Devriendt）饰 艾尔莎（Elsa）
- 艾尔莎·泽贝斯坦（英语：Elsa Zylberstein） 饰 艾尔莎的母亲
- 马修·德米（英语：Mathieu Demy） 饰 艾尔莎的父亲
- 卢克·巴克（Luke Barker）饰 弗雷德（Fred）
- 卡米拉·卢瑟福（英语：Camilla Rutherford） 饰 弗雷德的母亲
- 山姆·霍尔（英语：Sam Hoare (actor)） 饰 弗雷德的父亲
- 弗萝伦斯·巴克（Florence Baker）饰 拉格娜（Ragna）
- 基莉·福赛斯（英语：Keeley Forsyth） 饰 拉格娜的母亲
- 卢卡斯·图图（Lukas Turtur）拉格娜的父亲
- 塞缪尔·D·安德森（Samuel D. Anderson）饰 本（Ben）
- 格温·柯兰特（Gwen Currant）饰 海伦（Helen）
- 莱伊沙·奥卡拉汉（Laoisha O'Callaghan）饰 海伦的父亲
- 安德烈·霍佐克（Andrei Hozoc）饰 科宾尼安（Corbinian）
- 莎黛·麦克尼科尔斯-托马斯（Sade McNichols-Thomas）饰 琼（Joan）
- 埃米尔·艾尔-马斯里（英语：Amir El-Masry） 饰 达尔老师（Mr. Dahl）
- 阿曼达·劳伦斯（英语：Amanda Lawrence） 饰 本尼迪克特老师（Miss Benedict）

## 制作
2022年2月，消息指蜜雅·娃絲柯思卡加盟剧组，潔西卡·賀斯樂担任导演、制片，同时与杰拉尔丁·巴贾共同编剧。2022年8月，西瑟·巴比特·科努德森、埃米尔·艾尔-马斯里、马修·德米、艾尔莎·泽贝斯坦、卢克·巴克、阿曼达·劳伦斯、山姆·霍尔、基莉·福赛斯、卢卡斯·图图、卡米拉·卢瑟福、塞缪尔·D·安德森、弗萝伦斯·巴克、克谢尼娅·杜弗里恩和格温·柯兰特加盟剧组。
主体拍摄于2022年7月25日在英国牛津启动。

## 发行
电影入选第76屆坎城影展主竞赛单元，争夺金棕榈奖，2023年5月22日在电影节全球首映。入选第28届釜山国际电影节“世界电影”单元，2023年10月7日放映。
电影于2023年9月27日在法国上映，由BAC影业负责发行；2023年11月17日在奥地利上映，Filmladen发行。Film Movement负责美国的发行工作。

## 反响

### 专业评价
根据評論匯總网站爛番茄汇总的30篇评论文章，53%的评论家给予该作正面评价，平均打分为5.4分（满分10分）。在Metacritic上，根據9位影評人給予52分（滿分100分），這部電影獲得了「評價褒貶不一或一般」。

### 获奖与提名
| 大奖             | 颁奖日期       | 奖项         | 获得者          | 结果 | 参考   |
| ---------------- | -------------- | ------------ | --------------- | ---- | ------ |
| 戛纳电影节       | 2023年5月27日  | 金棕榈奖     | 潔西卡·賀斯樂   | 提名 | [ 6 ]  |
| 慕尼黑电影节     | 2023年7月1日   | 最佳国际电影 | 《零度社团》    | 提名 | [ 14 ] |
| 帕利奇欧洲电影节 | 2023年7月21日  | 最佳影片     | 《零度社团》    | 提名 | [ 15 ] |
| 帕利奇欧洲电影节 | 2023年7月21日  | 特别提及     | 马库斯·宾德     | 獲獎 | [ 15 ] |
| 马纳基兄弟电影节 | 2023年9月29日  | 金摄影300    | 马丁·格施拉赫特 | 提名 | [ 16 ] |
| 錫切斯電影節     | 2023年10月15日 | 最佳影片     | 《零度社团》    | 提名 | [ 17 ] |
| 錫切斯電影節     | 2023年10月15日 | 最佳音乐     | 马库斯·宾德     | 獲獎 | [ 17 ] |
| 歐洲電影獎       | 2023年12月9日  | 最佳配乐     | 马库斯·宾德     | 獲獎 | [ 18 ] |